# Таза (біосферний резерват)
Таза (араб. الحظيرة الوطنية تازة) — один із найменших національних парків Алжиру. Площа — 3,807 км². Знаходиться в провінції Джиджель і названий на честь міста Таза, розташованого поруч із парком.
Парк розташований за 30 кілометрах на північний схід від міста Джиджель. У парку є печера Джиджель, а також безліч пляжів, гротів і кліфів. Парк входить в список біосферних резерватів ЮНЕСКО, оскільки в ньому водяться рідкісні види флори і фауна, включаючи вимираючих маготів. Macaca sylvanus — примати, які раніше були набагато більше поширені в Північній Африці, ніж сьогодні.